# McLaren MP4-26
La McLaren MP4-26 è vettura di Formula 1, con la quale il team britannico partecipa al Campionato mondiale di Formula 1 2011.
È stata presentata il 4 febbraio 2011 a Berlino. I piloti sono gli stessi della stagione 2010: gli inglesi Lewis Hamilton e Jenson Button.

## Livrea
La livrea è quella degli ultimi anni: grigia metallizzata in cui spiccano gli inserti rossi dello sponsor Vodafone.

## Piloti
- Lewis Hamilton -  - n. 3
- Jenson Button -  - n. 4
- Gary Paffett -  - collaudatore
- Pedro de la Rosa -  - collaudatore

## Stagione 2011

### Test
La McLaren salta la prima sessione di test invernali a Valencia, dove il team si presenta con un'evoluzione della macchina dell'anno precedente, in attesa di mettere a punto il nuovo telaio.
Il debutto avviene a Jerez de la Frontera il 10 febbraio, con Lewis Hamilton al volante. Il giorno seguente è la volta di Jenson Button, che fa segnare il terzo miglior tempo.
Nei primi test svolti sul Circuito di Barcellona (18-21 febbraio) la vettura ha fatto segnare tempi sempre attorno alla quarta-quinta posizione di giornata, tranne il terzo giorno in cui ha chiuso terza con Hamilton. Nei test, svolti sempre sul circuito catalano, ma a marzo, Button ha fatto segnare il secondo tempo l'8 marzo, Hamilton il quarto il giorno seguente e il terzo l'ultimo giorno, caratterizzato dalla pioggia.
Tuttavia la monoposto comincia a soffrire in termini di affidabilità: alla fine delle prove invernali la McLaren sarà la squadra ad aver percorso meno chilometri fra i top-team. Le cause delle difficoltà sono riconducibili al sistema di scarico frontale a cui la squadra decide di rinunciare a 4 giorni dalla partenza per Melbourne.

### Campionato
In campionato la vettura si dimostra molto più competitiva. Hamilton è secondo in Australia e vince in Cina, mentre Button coglie il secondo posto in Malesia ed il primo in Canada. A Montreal Button è autore di una grande rimonta: dopo un pit stop dovuto al cambio del musetto e a un drive through è capace di vincere dopo essersi trovato in 22ª posizione, grazie a ben 17 sorpassi in pista, e cogliere il primo posto, all'ultimo giro, dopo un errore commesso dal battistrada Sebastian Vettel.
Nella parte centrale della stagione la vettura s'impone in due occasioni, con Hamilton nel Gran Premio di Germania, gara nella quale il britannico parte dalla prima fila e conquista anche il giro più veloce e nel Gran Premio d'Ungheria con Button che sfrutta al meglio le condizioni mutevoli della pista.
Dopo la pausa estiva Jenson Button conquista quattro podi di fila, tra cui la vittoria nel Gran Premio del Giappone (in cui conquista anche il giro più veloce) e due secondi posti a Monza e Singapore. Nel Gran Premio di Corea Hamilton conquista la pole, spezzando una striscia di 16 gare consecutive in prima posizione nelle prove della Red Bull Racing. Col risultato del Gran Premio d'India la scuderia conquista il platonico titolo di vicecampione del mondo costruttori. L'ultima vittoria stagionale viene conquistata ad Abu Dhabi con Lewis Hamilton.

## Risultati F1
| Anno | Team             | Motore                     | Gomme | Piloti   |   |   |   |   |   |   |     |   |     |     |   |     |   |   |   |   |   |   |     | Punti | Pos. |
| ---- | ---------------- | -------------------------- | ----- | -------- | - | - | - | - | - | - | --- | - | --- | --- | - | --- | - | - | - | - | - | - | --- | ----- | ---- |
| 2011 | McLaren Mercedes | Mercedes-Benz F108Y 2.4 V8 | P     | Hamilton | 2 | 8 | 1 | 4 | 2 | 6 | Rit | 4 | 4   | 1   | 4 | Rit | 4 | 5 | 5 | 2 | 7 | 1 | Rit | 497   | 2º   |
| 2011 | McLaren Mercedes | Mercedes-Benz F108Y 2.4 V8 | P     | Button   | 6 | 2 | 4 | 6 | 3 | 3 | 1   | 6 | Rit | Rit | 1 | 3   | 2 | 2 | 1 | 4 | 2 | 3 | 3   | 497   | 2º   |

| Legenda | 1º posto     | 2º posto | 3º posto    | A punti         | Senza punti/Non class.  | Grassetto – Pole position Corsivo – Giro più veloce |
| Legenda | Squalificato | Ritirato | Non partito | Non qualificato | Solo prove/Terzo pilota | Grassetto – Pole position Corsivo – Giro più veloce |